# Ипиранга-ду-Сул
Ипиранга-ду-Сул (порт. Ipiranga do Sul) — муниципалитет в Бразилии, входит в штат Риу-Гранди-ду-Сул. Составная часть мезорегиона Северо-запад штата Риу-Гранди-ду-Сул. Входит в экономико-статистический микрорегион Эрешин. Население составляет 1842 человека на 2006 год. Занимает площадь 159,230 км². Плотность населения — 11,6 чел./км².

## История
Город основан 20 апреля 1988 года.

## Статистика
- Валовой внутренний продукт на 2003 год составляет 47 688 042,00 реалов (данные: Бразильский институт географии и статистики).
- Валовой внутренний продукт на душу населения на 2003 год составляет 24 568,80 реалов (данные: Бразильский институт географии и статистики).
- Индекс развития человеческого потенциала на 2000 год составляет 0,827 (данные: Программа развития ООН).